# Mỹ Châu (nghệ sĩ)
Mỹ Châu (tên khai sinh: Nguyễn Thị Mỹ Châu, sinh ngày 21 tháng 8 năm 1950) là một nữ nghệ sĩ cải lương nổi tiếng người Việt Nam trên sân khấu lẫn thị trường băng đĩa thập niên 60 - 70 thế kỉ trước. Cô được mệnh danh là "Nữ hoàng kiếm hiệp" của cải lương Việt Nam (cùng thời với Lệ Thủy, Phượng Liên, Thanh Kim Huệ, Minh Cảnh, Minh Vương, Minh Phụng,...). Nhờ sở hữu chất giọng trầm đặt biệt cùng cách ca diễn sang trọng nên tên cô được dùng đặt tên cho một dây đàn đặc biệt của cải lương mang tên "dây Mỹ Châu".

## Sự nghiệp

### Trước năm 1975
Mỹ Châu tên thật là Nguyễn Thị Mỹ Châu, sinh ngày 21 tháng 8 năm 1950 tại Thủ Thừa, Long An, là con út trong gia đình có 4 người con. Thuở nhỏ, cô từng bộc lộ năng khiếu âm nhạc và mong muốn trở thành bác sĩ. Cha mất sớm, cô và các anh chị đều do người mẹ nuôi lớn. Tuy niềm đam mê của Mỹ Châu là ca tân nhạc, nhưng cô cũng học thêm cổ nhạc từ một người bạn của anh để chiều lòng mẹ cô vốn là một người rất mê cải lương.
Năm 7 tuổi, Mỹ Châu được ông bầu Ba Cang, chủ đoàn cải lương Tiếng Chuông, phát hiện tiềm chất của cô trong một lần cô hát cải lương tại trường. Năm 1961, Mỹ Châu bắt đầu bước vào nghề cải lương khi vừa 11 tuổi với lời mời của ông bầu Cang và sự kiềm cặp của mẹ..
Khởi sự từ ban Tiếng Chuông, vai diễn đầu tiên của Mỹ Châu là vai đào con Sao Ly trong vở Giai nhân bên suối mộng. Không lâu sau, cô nhận được lời mời của ban Kim Chưởng, tuy nhiên, được sự đồng ý của mẹ, cuối cùng cô về với ban Lan và Được vừa được thành lập cuối năm 1961. Trong suốt gần một năm, cô chỉ được phân công ngâm thơ hậu trường những vở Nước chảy qua cầu, Khi hoa anh đào nở.
Mãi đến cuối năm 1962, khi vở Khi rừng mới sang thu được dựng, cô mới được phân thủ vai Ấu Quân. Được sự giới thiệu của danh cầm Hai Long, cô về với ban Thành Công, ca bài vọng cổ Bá Nha – Tử Kỳ, phát trên Đài Phát thanh Sài Gòn. Do sự thành công của tiếng hát phát thanh, cô tiếp tục được các đoàn Kim Chung và Thủ Đô mời tham gia.
Năm 1964, cô về đoàn Thủ Đô 2 làm đào chánh, hát cặp cùng nghệ sĩ Dũng Thanh Lâm. Do thể hình còn nhỏ, nên đoàn hát phải thiết kế loại phục trang nhiều lớp dành riêng cho cô để có được vóc dáng phù hợp với vai diễn. Báo chí miền Nam thời bấy giờ đã đặt cho cô biệt danh "Lolita Mỹ Châu" để so sánh với nhân vật Lolita nổi tiếng thời bấy giờ trên tiểu thuyết và phim ảnh.
Năm 1965, Mỹ Châu gia nhập đại bang Kim Chung. Tại đây, cô được sự dìu dắt của nghệ sĩ Minh Cảnh, Mỹ Châu đã thành công khi thủ vai Mai Thảo trong vở Trinh nữ lầu xanh, được nhiều người mến mộ. Chính nhờ bước đệm này, Mỹ Châu đã trở thành cô đào chánh sáng giá của đoàn Kim Chung khi vừa tròn 15 tuổi.
Cuối năm 1965, Minh Cảnh rời đoàn Kim Chung để thành lập đoàn hát riêng, ông bầu Long điều kép trẻ đó là Minh Phụng khi ấy còn là kép ba trên sân khấu Kim Chung về hát thế các vai chính của Minh Cảnh, ngay lập tức đôi liên danh "Minh Phụng - Mỹ Châu" được khán giả đón nhận nồng nhiệt, như một hiện tượng thời đó cả hai vụt sáng trở thành "Đôi tình nhân sân khấu" và nhanh chóng được các hãng băng dĩa chú ý đến và mời thu âm, cho ra đời các vở diễn nổi tiếng làm nên tên tuổi và khiến giới mộ điệu phải say đắm vào những năm của thập niên 1970 và cho đến tận bây giờ. Phải nói một điều Minh Phụng là người đóng cặp với Mỹ Châu ăn ý nhất trên sân khấu lẫn trong băng đĩa. Đặc biệt trong các vở tuồng kiếm hiệp hương xa trứ danh: Tâm sự loài chim biển, Kiếm sĩ dơi, Kiếp nào có yêu nhau, Băng Tuyền nữ chúa,...
Năm 1967, Mỹ Châu đoạt Huy chương Vàng triển vọng giải Thanh Tâm qua vai diễn Hoa Lệ Tuyền trong vở Gió giao mùa. Cùng đợt với Phương Bình, Bảo Quốc, Ngọc Bích. Giai đoạn này, Mỹ Châu được cho là có tay nâng kép. Các kép trẻ hát hay, có tài năng từ Minh Phụng đến Minh Vương, Phương Bình, Thanh Tuấn, Chí Tâm, Tài Bửu Bửu, Quốc Trầm,… đều nhờ hát cặp với Mỹ Châu mà trở nên nổi tiếng. Vì vậy mà cô còn được gọi là “Nhũ mẫu của những anh kép trẻ”.
Vào đầu thập niên 70, Hãng đĩa Việt Nam đã dồn mọi nỗ lực để lăng xê Mỹ Châu trên thị trường băng đĩa. Những vở tuồng được thu vào băng đĩa như: Tâm sự loài chim biển, Kiếp nào có yêu nhau, Kiếm sĩ dơi, Người tình trên chiến trận, Mùa thu trên Bạch Mã Sơn, Tiêu Anh Phụng, Khi rừng mới sang thu, Bóng hồng sa mạc,... đều do Mỹ Châu đảm nhận các vai chính và khiến cô trở thành một trong những nghệ sĩ được thu thanh nhiều nhất và ăn khách nhất thời đó. Có thể nói bên cánh đào Mỹ Châu và Phượng Liên được đánh giá là "2 bà hoàng" của các hãng băng đĩa cùng với Tấn Tài người được mệnh danh là "Hoàng đế dĩa nhựa" bên cánh kép.

### Sau năm 1975
Sau năm 1975, Mỹ Châu vẫn tiếp tục thành công với nhiều vở diễn, như: Khách sạn hào hoa, Tìm lại cuộc đời, Tâm sự Ngọc Hân, Hoa Mộc Lan, Muôn dặm vì chồng, Nàng Hai bến Nghé, Thái hậu Dương Vân Nga, Hoa độc trong vườn, Ngày tàn của bạo chúa, Sân khấu về khuya, Truyền thuyết về tình yêu,...
Trong những năm 1990–1992, khi video cải lương bắt đầu xuất hiện và đạt chất lượng cao, Mỹ Châu lại xuất hiện trên băng hình trong các vở mà cô đã diễn trước 1975, như: Chiều lạnh tuyết băng sơn, Giai nhân và loạn tướng, Kiếm sĩ dơi, Trăng nước Lạc Dương thành, Nắng thu về ngõ trúc, Lời thơ trên tuyết, Anh hùng xạ điêu,... và đóng nhiều vở xã hội. Năm 1990, cô lập gia đình với Nghệ sĩ Đức Minh khi đã 40 tuổi. Năm 1995, Mỹ Châu tuyên bố giải nghệ.
Từ năm 1997, Mỹ Châu hợp tác với các đài truyền hình, đặc biệt là Đài Truyền hình Cần Thơ, hãng phim Tây Đô, đài HTV,... để thực hiện lại các vở tuồng nổi tiếng thời còn ở sân khấu Kim Chung và hãng đĩa Việt Nam như A Khắc Thiên Kiều, Kiếp nào có yêu nhau, Bóng hồng sa mạc, Đợi anh mùa lá rụng, Khi rừng mới sang thu, Tiêu Anh Phụng, Sở Vân cứu giá,... Mỹ Châu tự mình tham gia đạo diễn và dàn dựng nên các tuồng thu lại này vẫn giữ được hầu hết lời văn và tâm ý của các tác giả, các tuồng đều đạt chất lượng nghệ thuật cao dù có nhiều diễn viên, nghệ sĩ sau 1975 như Thanh Ngân, Phượng Hằng, Thoại Mỹ, Cẩm Thu, Ngân Huệ, Kim Tử Long, Trọng Phúc, Tuyết Ngân, Vũ Luân, Kim Tiểu Long, Kiều Oanh, Bảo Chung, Phú Quý,... và các tài danh trước 1975 như Minh Cảnh, Minh Phụng, Minh Vương, Hồng Nga, Ngọc Giàu, Lệ Thủy, Thanh Kim Huệ, Thanh Tuấn, Thanh Sang, Phương Quang, Diệp Lang, Bảo Quốc, Văn Chung, Hoài Thanh, Út Bạch Lan, Bích Thủy, Hữu Tài, Đức Minh,...
Sau năm 2002, Mỹ Châu sang Hoa Kỳ để đoàn tụ với gia đình. Ở bên đó, cô sống tại tiểu bang Atlanta và từ chối mọi lời mời đi hát. Trước khi ra đi, Mỹ Châu đã diễn hai vở Võ Tắc Thiên và Tơ vương sầu ly biệt (Hãng phim Tây Đô).
Vào những năm 2007–2008, Mỹ Châu hợp tác với Đài Truyền hình Cần Thơ để dàn dừng lại một số vở cải lương mà cô đã từng thành công trong suốt 45 năm diễn trên sân khấu như Chiều đông gió lạnh về, Khúc hát đoạn tình,... và một số vở xã hội như Mưa bay trong đời, Người yêu của cha tôi, Tình đất tình người, Tình đời,... Năm 2009, Mỹ Châu hợp tác cùng Diệp Vàm Cỏ trình diễn nhiều bài tân cổ như Ký ức hoa đào, Nội tôi, Hương cau, Chị tôi,... Năm 2009–2010, Mỹ Châu đã dựng lại các vở cải lương như: Hoa độc trong vườn, Muôn dặm vì chồng,...
Mỹ Châu cho ra đời CD "Chùm Tri âm" gồm 10 khúc tri âm như Dạ khúc, Ảo khúc, Cửu khúc, Niệm khúc. Qua DVD Nỗi nhớ (tác giả: Tường Châu) với các bài Chuyện hợp tan, Ở hai đầu nỗi nhớ, Thương một người ở xa, Nhớ mẹ lý mồ côi, Bóng mát, Sợi nhớ sợi thương, Hoa mướp sau nhà với các bài ca cổ như: Bà lão ăn mày, Khi rừng xanh thay lá mới, Em vẫn đợi anh về, Nhớ mẹ,...
Mỹ Châu được cho là luôn được cộng đồng mạng ưu ái về tài năng cũng như tấm lòng với nghệ thuật Việt Nam, nhiều bài viết hay ghi nhận những thành quả, những cách làm mới, những đề tài mới, nghệ sĩ Mỹ Châu được đánh giá là nghệ sĩ của những năm 2009 - 2010. Nhiều đài truyền hình, báo đưa tin và phỏng vấn Mỹ Châu liên tục. Xuân Tân Mão 2011, Mỹ Châu thực hiện tác phẩm Sân khấu về khuya.
Năm 2012, Mỹ Châu hoàn toàn giải nghệ sau khi thực hiện chương trình "Tạ tình tri âm", gồm 5 phần. Ngày 15 tháng 1 năm 2014, chồng Mỹ Châu là nghệ sĩ Đức Minh qua đời.
Cô được Nhà nước Việt Nam phong tặng danh hiệu Nghệ sĩ Ưu tú năm 1993 và Huy chương Vì sự nghiệp sân khấu Việt Nam vào năm 1999 để tôn vinh những cống hiến và tận tụy yêu nghề của một minh tinh trầm lặng.
Các nam nữ nghệ sĩ nổi tiếng mà Mỹ Châu từng có dịp diễn chung là Minh Cảnh, Thành Được, Minh Phụng, Minh Vương, Thanh Tuấn, Lệ Thủy, Phượng Liên, Thanh Kim Huệ, Tuấn Thanh, Đức Minh, Tấn Tài, Chí Tâm, Trọng Hữu, Thanh Sang, Phương Quang, Diệp Lang, Trọng Phúc, Kim Tử Long, Thoại Mỹ, Ngọc Huyền,...

## Danh sách các tuồng (video, truyền hình)
- Anh hùng xạ điêu (1992)
- Băng Tuyền nữ chúa (1992)
- Bóng hồng sa mạc (1997)
- Cánh chim bạc gió (1997)
- Chiều đông gió lạnh về (2008)
- Chiều lạnh tuyết băng sơn (1990)
- Con gái chị Hằng (2009)
- Còn mãi mùa xuân (2007)
- Đi tìm hạnh phúc (2009)
- Đợi anh mùa lá rụng (1998)
- Đôi mắt người xưa (1990)
- Giai nhân và loạn tướng (1991)
- Giữa chốn bụi hồng (1992)
- Hàn Mặc Tử (1991)
- Hoa độc trong vườn (2009)
- Hoa khuê các bướm giang hồ (1991)
- Khi rừng thu thay lá (1998)
- Khúc hát đoạn tình (2007)
- Kiếm sĩ dơi (1991)
- Kiếp chồng chung (1994)
- Kiếp nào có yêu nhau (1992)
- Lá thắm chỉ hồng (1992)
- Má hồng soi kiếm bạc (2001)
- Mã Siêu báo phụ thù (1992)
- Mối tình thôn dã (1992)
- Mộng bá vương (10/1990)
- Mưa bay trong đời (2000)
- Muôn dặm vì chồng (2009)
- Nàng Hai Bến Nghé (1992)
- Nếu em là hoàng đế (1990)
- Người tình trên chiến trận (1998)
- Người yêu của cha tôi (2009)
- Phi Long công chúa (1992)
- Sân khấu về khuya (2010)
- Sơn Tinh – Thủy Tinh (2004)
- Tấm Cám (1992)
- Tâm sự Ngọc Hân (1982)
- Tâm tình và hạnh phúc (2009)
- Thái hậu Dương Vân Nga (1997)
- Thâm tình hạnh phúc (2007)
- Tiếng hát người yêu (1992)
- Tiếng trống sang canh (1991)
- Tiếu Anh Phụng (1998)
- Tình và tiền (1991)
- Tơ vương sầu ly biệt (2002)
- Trảm Trịnh Ân (1991)
- Trăng nước Lạc Dương thành (1992)
- Trọng Thủy Mỵ Châu (1990)
- Trúng số độc đắc (1991)
- Truyền thuyết tình yêu (1997)
- Tướng cướp Bạch Hải Đường (1991)
- Viên ngọc giải oan (2002)
- Võ Tắc Thiên (2002)
- Võ Tòng sát tẩu (1991)
- Xử án Bàng quý phi (12/1990)

- Rừng Thần - vai A Tiên đóng chung với Minh Vương

### Hiện tại
Mỹ Châu tham gia sáng tác một số bài tân cổ giao duyên như Chuyện hợp tan, Bóng mát, Giếng quê, Huyền thoại hồ Núi Cốc,... với bút danh Tường Châu.

## Các đoàn cải lương từng tham gia
- Tiếng Chuông
- Út Bạch Lan – Thành Được
- Thủ Đô
- Kim Chung 1 và 2
- Thái Dương (trước năm 1975)
- Sài Gòn 1 và 2
- Hương Dạ Thảo
- Thanh Nga
- Hương Biển
- Trúc Giang
- Văn Công Thành phố
- Sông Bé 2
- Sài Gòn 3
- Kiên Giang
- Hương Mùa Thu (sau năm 1975)

## Giải thưởng tiêu biểu
- Huy chương Vàng triển vọng giải Thanh Tâm (1967).
- Danh hiệu Nghệ sĩ Ưu tú (1993).
- Huy chương Vì sự nghiệp sân khấu (1999).
- Mỹ Châu là nghệ sĩ duy nhất được đặt tên cho một loại dây đàn trong cải lương mang tên "dây Mỹ Châu".

Ngoài ra Mỹ Châu còn được ca ngợi qua nhiều danh xưng khác:
- Lolita Mỹ Châu
- Nữ hoàng kiếm hiệp
- Nữ hoàng sân khấu
- Nữ hoàng tân cổ giao duyên
- Nhũ mẫu của cải lương
- Giọng hát liêu trai

## Các vai diễn nổi bật

### Cải lương
- Anh hùng xạ điêu (vai Hoàng Dung)
- Băng Tuyền nữ chúa (vai Băng Tuyền)
- Bao Công tra án Quách Hòe (vai Lý Thần Phi)
- Bóng hồng sa mạc (vai Ai Sa)
- Chiều đông gió lạnh về (vai Ái Lan)
- Đời cô Hạnh (vai Mỹ Lệ Xuân)
- Hàn Mặc Tử (vai Mộng Cầm)
- Khách sạn hào hoa (vai Hiếu)
- Khi rừng mới sang thu (vai Nữ chúa Tọa Mã Sơn)
- Kiếm sĩ dơi (vai Bảo Trân)
- Kiếp nào có yêu nhau (vai Lý Thiên Kim)
- Lan Huệ sầu ai (vai Lan)
- Lấy chồng xứ lạ (vai Cẩm Nhung)
- Mùa thu trên Bạch Mã Sơn (vai Phùng Cẩm Loan)
- Nàng Hai bến Nghé (vai Nàng Hai)
- Người tình trên chiến trận (vai A Khắc Thiên Kiều)
- Sân khấu về khuya (vai Giáng Hương)
- Sở Vân cứu giá (vai Sở Vân)
- Tâm sự loài chim biển (vai Cát Mộng Thùy Dương)
- Tâm sự Ngọc Hân (vai Ngọc Hân)
- Tiêu Anh Phụng (vai Tiêu Anh Phụng)
- Trinh nữ lầu xanh (vai Mai Thảo)
- Tìm lại cuộc đời (vai Lan)

## Tân cổ giao duyên
- Ai lên xứ Châu Thành
- Ăn năn
- Anh buồn em thương
- Anh cày trên đất quê em
- Anh cho em mùa xuân
- Anh đi xa cách quê nghèo
- Ánh mắt người thương
- Áo anh xanh nước biển
- Bạch Liên nương
- Bà lão ăn mày (của Phan Thanh Vân)
- Bài ca ngợi quê hương
- Bà mẹ Gò Công
- Bản tình ca
- Bao giờ quên em
- Bên bờ sông
- Bên giòng Trị An
- Bến lưới Kiên Giang
- Bến không chồng
- Biên giới ngày xuân
- Biên giới tình em
- Biển tím tình em
- Biển dâu
- Biết ra sao ngày sau
- Bình minh trên nông trường
- Bông cỏ may
- Bông hồng cài áo
- Bông huệ
- Bóng mát
- Bông so đũa
- Bún nước lèo
- Bức tranh xuân
- Cách đồng Chánh Lộc
- Căn nhà ngoại ô
- Cánh chim không mỏi
- Cánh chim trên biển
- Cánh diều kỷ niệm
- Cánh đồng và khúc dân ca
- Cánh hoa yêu
- Cánh thiệp hồng
- Câu chuyện tình yêu
- Câu hát bông sen
- Cây dừa trước ngỏ
- Cây thương nhớ
- Chỉ tại cánh thiệp hồng
- Chị tôi
- Chiến công người địa chất
- Chiều quê
- Cho người vào cuộc chiến
- Cho vừa lòng em
- Chung cánh đồng quê
- Chuyện chúng mình
- Chuyện hợp tan
- Chuyện ngày xưa
- Chuyện tình hoa muốn biền
- Cô Hường
- Cô lái đò
- Cô Mận làng tôi
- Cơm mưa chiều tôi yêu
- Con cấy lúa xuân
- Còn đâu nắng đẹp
- Còn đâu nắng đẹp và thơ
- Con đường xua em đi
- Con kinh ta đào
- Đà Lạt sương mờ
- Dâu ngày cưới
- Đêm công viên
- Đêm cuối
- Đêm Đông
- Đêm tàn bến ngự
- Đêm tái ngộ
- Đêm Tô Châu
- Đêm tiễn đưa
- Đêm xuân đợi chồng
- Đêm xuân nhớ anh
- Đên bến cảng
- Đẹp lắm Kiên Giang
- Đẹp mãi màu xanh
- Đi trên quê anh
- Điệp khúc yêu thương
- Điệu buồn phương Nam (Tân nhạc: Vũ Đức Sao Biển; cổ nhạc: Anh Kiệt)
- Định mệnh
- Đọan cuối tình yêu (Nhạc: Tú Nhi; lời vọng cổ: Loan Thảo – Mạnh Quỳnh)
- Đò chiều
- Đôi bóng
- Đợi chờ
- Đôi lời Tâm sự
- Đôi mắt
- Đôi ngã chia ly
- Đồi sim
- Đồi tím hoa sim
- Đổi thay
- Đổi thay 2
- Đón xuân này nhớ xuân xưa
- Đồng bìm bịp
- Dòng kênh quê mẹ
- Dòng lệ đau thương
- Dòng sông Kỷ Niệm
- Đừng buồn em nhé
- Đừng nói xa nhau (Tân nhạc: Châu Kỳ – Hồ Đình Phương; cổ nhạc: Loan Thảo)
- Dưới bóng hàng dừa
- Đường hạnh phúc
- Duyên kiếp
- Em có buồn không em
- Em đến thăm anh một chiều mưa
- Em ở nông trường anh ra biên giới
- Em sẽ về đâu
- Em vẫn đợi anh về (của Phan Thanh Vân)
- Em viết cho anh
- Ga chiều
- Gánh nước đêm trăng
- Gánh sầu riêng
- Gặp em trong quán nhỏ
- Gặp lại giữa mùa xuân
- Gặp nhau
- Giấc mơ tiên
- Giận anh
- Giận hờn
- Giao lưu ngày hội
- Giếng quê
- Gọi giấc mơ xưa
- Gởi Củ Chi tình yêu
- Gửi theo hạt lúa tấm lòng hậu phương
- Gió từ tay mẹ
- Gió xuân
- Giọt lệ thương đau
- Hạnh phúc mình đã gọi
- Hạnh phúc quanh ta
- Hai anh em chung một chiều cao
- 24 giờ phép (Nhạc: Trúc Phương; lời vọng cổ: Yên Trang)
- Hai lối mộng
- Hàn Mặc Tử (Nhạc: Trần Thiện Thanh; lời vọng cổ: Viễn Châu)
- Hành khúc ngày đêm
- Hát ca ngợi quê hương
- Hạt gạo tình quê
- Hát với em mùa xuân
- Hậu Giang mùa vui
- Hãy yên lòng mẹ ơi
- Hẹn hò
- Hoa mướp sau nhà (của Phan Thanh Vân)
- Hoa nhớ thương ai
- Hoa thiên lý
- Hoa tím ngày xưa
- Hoa trắng ân tình
- Hòn vọng phu I
- Hòn vọng phu II
- Huyền thoại hồ Núi Cốc
- Hương cau
- Hương quê
- Hương thầm
- Khi đã yêu
- Khi em 15
- Khi rừng xanh thay lá mới (của Phan Thanh Vân)
- Khóc thầm
- Không bao giờ ngăn cách
- Không bao giờ quên anh
- Khúc hát hoàng hôn
- Khúc hát trái tim
- Khúc tâm tình
- Kiếp cầm ca
- Kiếp tha hương
- Kỷ niệm hai chúng mình
- Kỷ niệm nào buồn
- Ký ức hoa đào
- Kỷ vật
- Lá trầu xanh (Tác giả: Viễn Châu)
- Lá thư
- Lá thư miền Trung
- Lá thư ngày tết
- Làm dâu xứ lạ
- Làng cá
- Làng xưa xa bóng mẹ
- Lạy mẹ con đi
- Lỡ yêu rồi
- Lời chúc đầu năm (1965, với Hùng Cường)
- Lời hạnh phúc
- Lời này cho nhau
- Lời người lính xa xôi
- Lời nguyện cầu nửa đêm
- Lời người ra đi
- Lối về xóm nhỏ (Tân nhạc: Trịnh Hưng; cổ nhạc: Loan Thảo)
- Lời yêu chưa ngỏ
- Lỡ một chuyến về
- Lòng mẹ
- Lưu bút ngày xanh
- Lý bánh bò
- Lý bìm bịp
- Mãi tìm nhau
- Mảnh đất này
- Mảnh đất vành đai
- Máu chảy về tim
- Màu da đỏ ước mơ
- Màu xanh duyên hải
- Mấy mùa xuân xa nhau
- Mẹ Gò Công
- Mẹ là mùa xuân hạnh phúc
- Mẹ và quê hương
- Một cõi đi về
- Một chuyến sang ngang
- Một khúc tình ca
- Một người đi
- Mưa bay ngoại ô
- Mùa bông tràm
- Mùa chiều sân ga
- Mùa mật ngọt
- Mùa mưa đi qua
- Mưa ngâu dứt hạ (với Minh Phụng)
- Mưa nửa đêm
- Mưa rừng
- Mùa thu đâu em
- Mùa thu trong mắt em
- Mùa xuân là những nhịp cầu
- Mùa xuân ước vọng
- Mùa xuân điểm hẹn
- Mùa xuân quê biển
- Mùa xuân quê tôi
- 14 năm mong đợi
- 12 bến nước
- Nếu anh đừng hẹn
- Nếu anh là lính chiến
- Nếu duyên không thành
- Nếu hai đứa mình
- Nếu ta đừng quen nhau
- Ngày hạnh phúc
- Ngày trở về
- Ngày xuân
- Ngày xuân và cô giáo trẻ
- Ngày về thăm nhau
- Ngăn cách
- Nghẹn ngào
- Ngoại ô buồn
- Ngợi ca quê hương
- Người đẹp trữ la thôn
- Người đi làm đẹp giang sơn
- Người diễn viên
- Người em Vĩ Dạ
- Người mẹ trồng bông
- Người phu quét lá sân trường
- Người tình cung nữ
- Người về thành phố
- Người xưa cảnh cũ
- Ngưu Lang Chức Nữ
- Nhắn bạn tình xa
- Nhẩn cỏ cho em
- Nhớ Hàn Mặc Tử
- Nhớ lần lỗi hẹn
- Nhớ mẹ lý mồ côi
- Nhớ mẹ (của Phan Thanh Vân)
- Nhớ màu khăn tím
- Nhớ trường Long Hòa
- Những cô gái quan họ
- Nội tôi
- Nỗi buồn đêm đông
- Nỗi buồn hoa phượng
- Nỗi lòng người chinh phu
- Nói với người tình
- Nữ vương và Tứ Lang
- Nửa đêm sầu hận
- Nửa đêm ngoài phố
- Nụ hoa Chưa Nở
- Ở hai đầu nỗi nhớ
- Phận gái thuyền quyên
- Phận tơ tằm
- Phía sau anh lính biên thùy
- Phiên khúc chiều mưa
- Phi vân điệp khúc
- Phố buồn
- Quê hương đẹp những dòng sông
- Quán không tên
- Quán không tên
- Quê anh quê em
- Quê hương đẹp lắm dòng sông
- Quê hương
- Quê hương một vì sao
- Quê mới mùa vui
- Quê mẹ
- Quê nội
- Quê tôi
- Ra giêng anh cưới em
- Ru nửa vầng trăng
- Ru lại câu hò
- Rước đuốc
- Sao chẳng nói
- Sầu lẻ bóng
- Sợi nhớ sợi thương
- Sông ga
- Sông quê
- Suối mơ
- Sương lạnh chiều đông
- Sương trắng miền quê ngoại
- Tấm áo hậu phương
- Tâm hồn nghệ sĩ
- Tâm sự đời tôi
- Tâm sự trong đêm người lính tuần tra
- Tâm tình cô mậu dịch
- Tên người bất tử
- Tháng bảy mưa ngâu
- Tháng 10 bông đào
- Thiệp hồng báo tin
- Thói đời
- Thư cho vợ hiền
- Thư gọi miền xa
- Thư xuân
- Thương thầm
- Thương một người ở xa
- Thư tình cuối mùa thu
- Tiễn em theo chồng
- Tiễn biệt
- Tiếng gà quê tôi
- Tiếng sông hồng
- Tiếng thạch sùng
- Tiếng xuân
- Tiết Giao đoạt ngọc
- Tình biển
- Tình bơ vơ
- Tình buồn
- Tình ca bên hồ
- Tình ca chiến hào
- Tình ca mùa ly loạn
- Tình chỉ đẹp
- Tình đất đỏ miền đông
- Tình đầu nho nhỏ
- Tình đời
- Tình đôi ta
- Tình em trao trả về anh
- Tình người cung nữ
- Tình người hậu phương
- Tình nhỏ mau quên
- Tình thương và nghĩa vụ
- Tình yêu đất biển
- Tình yêu đầu đời
- Tổ quốc vào xuân
- Tôi yêu hòa bình
- Tôi yêu màu nắng quê nhà
- Thành phố em yêu
- Trả lại thời gian
- Trái tim thành phố
- Trăm nhớ ngàn thương
- Trận địa hôm nay
- Trắng đen
- Trăng rụng xuống cầu
- Trên đồng lúa mới
- Trên nông trường rộn tiếng ca
- Tri âm cảm khúc
- Tri âm dạ khúc
- Tri âm niệm khúc
- Tri âm nguyện khúc (của Diệp Vàm Cỏ)
- Tri âm mộng khúc
- Tri âm biệt khúc (của Diệp Vàm Cỏ)
- Tri âm đoản khúc (của Diệp Vàm Cỏ)
- Tri âm ảo khúc
- Tri âm cửu khúc
- Tri âm viễn khúc
- Trở lại Mỹ Tho
- Trường Sơn Đông – Trường Sơn Tây (Nhạc: Hoàng Hiệp; lời vọng cổ: Viễn Châu)
- Trở về
- Trong cuộc tình sầu
- Trọng Thủy – Mỵ Châu (của Viễn Châu)
- Trương Chi – Mỵ Nương
- Từ ánh đèn ngày trước
- Từ cây lúa tình yêu
- Từ giây phút này
- Từ thành phố này con ra đi
- Uớc mơ cô thợ cấy
- Vàm Cỏ khúc tình ca
- Vầng trăng suy tư
- Vẫy tay chào
- Về Dầu Tiếng
- Về dòng sông Trẹm
- Về lại U Minh
- Về mái nhà xưa
- Về miền Trung
- Về Phú Lập quê em
- Về Trị An
- Về xứ Kim Hồng
- Vì trong nghịch cảnh
- Viết thư tình gởi người miền xa
- Vợ tôi mê tân nhạc (với Văn Hường)
- Vùng đất mới
- Vùng đất tôi yêu
- Vùng quê tương lai
- Vườn tao ngộ
- Vườn xuân Trung Ngãi
- Xin gọi nhau là cố nhân
- Xuân đất khách
- Xuân Trường Sa
- Xuân về
- Yêu trời biển quê ta

## Danh sách các tuồng cải lương tham gia

### 1963–1975
- Anh hùng xạ điêu
- Bích Vân Cung kỳ án
- Bà chúa ăn mày
- Bạch Viên Tôn Cát
- Băng tuyền nữ chúa
- Bão cát
- Bẻ kiếm bên trời
- Quan công phò nhị tẩu
- Bình rượu nhiệm màu
- Bóng hồng sa mạc
- Bụi đời
- Cánh chim bạt gió
- Chiếc áo ân tình
- Chiều đông gió lạnh về
- Chiều lạnh tuyết băng sơn
- Cô bán sầu riêng
- Cuốn theo chiều gió
- Đào Tam Xuân
- Đêm huyền diệu
- Đợi anh mùa lá rụng
- Đời cô Hạnh
- Dự Nhượng đả long bào
- Giai nhân bên suối mộng
- Giai nhân và loạn tướng
- Gió giao mùa
- Hai lần thu lỗi hẹn
- Hàn Tín – Lã Hậu
- Hành khất đại hiệp
- Hẹn một mùa xuân
- Hỏa sơn thần nữ
- Hoa thơm Phong Nhị
- Khi rừng mới sang thu
- Khói cỏ quê hương
- Kiếp nào có yêu nhau
- Kiệu hoa lạc lối về
- Lá trầu xanh (của Viễn Châu)
- Lan Huệ sầu ai
- Lạnh hoàng hôn
- Lấy chồng xứ lạ
- Mộ chồng ngọn cỏ còn xanh
- Mối tình quê
- Mùa thu trên Bạch Mã Sơn (của Yên Lang)
- Mùa xuân ngủ trong đêm
- Mỹ nhân và loạn tướng
- Nắng thu về ngõ trúc
- Ngày tàn của bạo chúa
- Người đẹp Trữ La thôn
- Người gọi đò bên sông
- Người tình trên chiến trận (của Mộc Linh, Nguyên Thảo)
- Người yêu lý tưởng
- Phàn Lê huê
- Sở Vân cưới vợ
- Sở Vân cứu giá
- Tâm sự loài chim biển (của Yên Lang – Nguyên Thảo)
- Thần nữ dâng ngũ linh kỳ
- Thằng điên vùng bến hạ
- Thanh xà – Bạch xà
- Tiêu Anh Phụng
- Tiếu ngạo giang hồ
- Tình Thiên Thu (Kim Chung)
- Tô Đắc Kỷ
- Trinh nữ lầu xanh
- Trương Chi – Mỵ Nương
- Từ Hải biệt Thúy kiều
- Vòng cưới anh trao

### Sau 1975
- A khắc Thiên kiều
- 'Ánh lửa rừng khuya
- Ảo vọng
- Bạc trắng tim hồng
- Bão biển
- Bao Công tra án Quách Hòe
- Bên cầu dệt lụa (của Thế Châu)
- Bơ vơ
- Cầu sương thiếp phụ chàng
- Chiếc áo Long Phụng
- Chiêu Quân Cống Hồ
- Con gái chị Hằng
- Còn mãi mùa xuân
- Đi tìm hạnh phúc
- Dòng sông và đầm lầy
- Đừng cho ba má biết
- Duyên nợ của ai
- Giấc mơ quý báu
- Giữa chốn bụi hồng
- Hai phương trời thương nhớ
- Hàn Mặc Tử
- Hoa độc trong vườn
- Hoa khuê các bướm quê nghèo
- Hoa Mộc Lan
- Hoa Trân Công Chúa
- Hội chọn chồng
- Khách sạn hào hoa
- Khúc hát đọan tình
- Kiếp cầm ca
- Kiếp chồng chung
- Kiếp nào có yêu nhau (của Nguyên Thảo, Hạnh Trung)
- Lệnh Hồ Xung
- Lời thơ trên tuyết
- Má hồng soi kiếm bạc
- Má hồng soi phận bạc
- Mã Siêu báo phù cừu
- Mái tóc người vợ trẻ
- Mạnh Lệ Quân
- Máu nhuộm sân chùa (của Yên Lang)
- Mộc Quế Anh tân thời
- Mối tình thôn dã (1992)
- Mộng bá Vương
- Mưa bay trong đời
- Mùa thu trên non cao
- Mười tám năm ly hận
- Muôn dặm vì chồng
- Nắng ấm ngoại ô
- Nặng gánh giang san
- Nàng hai Bến Nghé
- Nếu em là hoàng đế
- Ngao Sò Ốc Hến
- Ngày tàn của bạo chúa
- Ngày trở về chưa muộn
- Ngọc Lan Hương
- Ngọc thủy chung
- Người cha vô thừa nhận
- Người yêu của cha tôi
- Nguyên soái bán vợ
- Nhất kiếm bá vương
- Nữ hoàng về đêm
- Nửa mảnh tim
- Nước mắt thâm tình
- Phàn Lê Huê phá ngũ long trận
- Phi Long công chúa
- Phụng Kiều lý đáng
- Phụng Nghi Đình
- Sân khấu về khuya
- Sau ngày cưới
- Sở Vân cưới vợ
- Sơn Tinh – Thủy Tinh
- Tấm Cám
- Tấm lòng của biển
- Tâm sự Ngọc Hân
- Thái hậu Dương Vân Nga (của Hoa Phượng, Chi Lăng, Hoàng Việt, Thể Hà Vân (phỏng theo kịch bản chèo của Thế Phương))
- Thâm tình hạnh phúc
- Theo chân đao phủ
- Tiếng hát người yêu
- Tiếng sáo đêm trăng
- Tiếng sáo trăng khuya
- Tiếng trống Mê Linh (của Vĩnh Điền)
- Tiếng trống sang canh
- Tìm lại cuộc đời
- Tình đất tình người
- Tình đời
- Tình hận trên băng hồ
- Tình và tiền
- Tơ vương sầu ly biệt
- Trà Hoa Nữ
- Trảm Trịnh Ân
- Trăng nước Lạc Dương thành
- Trăng nước Tần Hoài
- Trọng Thủy – Mỵ Châu
- Trúng số độc
- Truyền thuyết tình yêu
- Tướng cướp Bạch Hải Đường (vai Nhung)
- Ve sầu điệp nở
- Viên ngọc giải oan
- Võ Tắc Thiên
- Võ Tòng sát tẩu
- Xử án Bàng quý phi